# Paweł Przybylski
Paweł Przybylski (ur. 28 grudnia 1959 w Warszawie, zwany przez kibiców "Chudy") – kierowca rajdowy, dwukrotny Rajdowy Mistrz Polski, zwycięzca 13 rajdów zaliczanych do RSMP.

## Kariera
Zadebiutował w RSMP w 1982 roku. W sezonie 1983 zajął 3. miejsce w klasyfikacji generalnej RSMP i 3. miejsce w grupie A klasie markowej FSO, a w 1984 zajął 4. miejsce w klasyfikacji generalnej RSMP i zdobył tytuł Mistrza Polski w klasie A FSO1600.
W 1987 r.jego pilotem został Maciej Wisławski, jeździli fabrycznym Polonezem 1600.
W 1989 roku przesiadł się na o wiele mocniejsze Audi Coupé quattro, na prawym fotelu usiadł Krzysztof Gęborys, z którym Przybylski jeździł do końca kariery. Pomimo awaryjności tego pojazdu przez trzy kolejne sezony utrzymywał się w ścisłej czołówce. W 1991 roku był o krok od sprawienia sensacji - gdyby bowiem nie uznano wyników kontrowersyjnego Rajdu Festiwalowego, o punkt pokonałby Mariana Bublewicza.
Pod koniec sezonu 1992 został zaangażowany do zespołu Toyota Motor Poland. Ekipa ta została utworzona z myślą o walce w sezonie 1993 z Bublewiczem. Jednak Toyoty Przybylskiego i Marka Gieruszczaka miały okazję poważnie pościgać się z Fordem olsztynianina tylko podczas Rajdu Karkonoskiego jeszcze w roku 1992. Po śmierci Bublewicza Toyoty nie miały sobie równych i zajęły dwa pierwsze miejsca na podium klasyfikacji indywidualnej RSMP w 1993 roku. Przybylski zdobył tytuł Mistrza Polski, Gieruszczak został wicemistrzem. Podczas Rajdu Barbórki 1993 jednak Przybylski miał poważny wypadek, po którym jego Toyoty nie udało się już odbudować.
W 1994 roku startował nadal w barwach zespołu Toyota Motor Poland, samochód przejął po Gieruszczaku. I tym razem został Mistrzem Polski. Jednak po tym sezonie Toyota zrezygnowała z jego usług, pozostawiając w ekipie jedynie Mistrza Polski w grupie N, Krzysztofa Hołowczyca.
Na pierwsze 4 rajdy sezonu 1995 Przybylski został zatrudniony przez Rafinerię Czechowice. Samochód - Ford Escort RS Cosworth - był podstawiany przez brytyjską stajnię Mike Taylor Developments. Kierowca z Warszawy mógł kontynuować starty pod warunkiem odnalezienia drugiego sponsora. To jednak się nie udało i po Rajdzie Polski "Chudy" pojawił się dopiero na Rajdzie Barbórki, który wygrał. Mimo opuszczenia drugiej połowy sezonu zdobył tytuł wicemistrza Polski.
W następnych latach Przybylski pojawiał się coraz rzadziej na rajdowych trasach, najczęściej biorąc udział jedynie w Rajdzie Barbórki. W 1997 roku jednak jako pierwszy kierowca z Polski zasiadł za kierownicą samochodu WRC - sprowadził na Rajd Krakowski Forda Escorta WRC. Wygrał tę imprezę, ale następny rajd do Mistrzostw Polski zaliczył dopiero w 2001 roku, zasiadając za kierownicą Hyundaia Accenta WRC na Rajdzie Kormoran. Niestety, długa przerwa spowodowała, że "Chudy" zajął dopiero ósme miejsce, przegrywając z trzema "enkami".

### Zwycięstwa w rajdach zaliczanych do mistrzostw Polski
| Nr | Rajd                            | Sezon | Pilot             | Samochód                |
| -- | ------------------------------- | ----- | ----------------- | ----------------------- |
| 1  | 10. Rajd Karkonoski 1990        | 1990  | Krzysztof Gęborys | Audi Coupé quattro      |
| 2  | 7. Zimowy Rajd Dolnośląski 1991 | 1991  | Krzysztof Gęborys | Audi Coupé quattro      |
| 3  | 9. Zimowy Rajd Dolnośląski 1993 | 1993  | Krzysztof Gęborys | Toyota Celica GT4       |
| 4  | 18. Rajd Krakowski 1993         | 1993  | Krzysztof Gęborys | Toyota Celica GT4       |
| 5  | 21. Rajd Elmot 1993             | 1993  | Krzysztof Gęborys | Toyota Celica GT4       |
| 6  | 50. Rajd Polski 1993            | 1993  | Krzysztof Gęborys | Toyota Celica GT4       |
| 7  | 20. Rajd Kormoran 1994          | 1994  | Krzysztof Gęborys | Toyota Celica GT4       |
| 8  | 19. Rajd Krakowski 1994         | 1994  | Krzysztof Gęborys | Toyota Celica GT4       |
| 9  | 14. Rajd Karkonoski 1994        | 1994  | Krzysztof Gęborys | Toyota Celica GT4       |
| 10 | 42. Rajd Wisły 1994             | 1994  | Krzysztof Gęborys | Toyota Celica GT4       |
| 11 | 20. Rajd Krakowski 1995         | 1995  | Krzysztof Gęborys | Ford Escort RS Cosworth |
| 12 | 23. Rajd Elmot 1995             | 1995  | Krzysztof Gęborys | Ford Escort RS Cosworth |
| 13 | 22. Rajd Krakowski 1997         | 1997  | Krzysztof Gęborys | Ford Escort WRC         |

## Życie prywatne
Ma dwójkę dzieci (córka Anna, syn Maciej).